# Provincia di Béchar
La provincia di Béchar (in arabo ولاية بشا) è una delle 58 province dell'Algeria. Prende il nome dal capoluogo Béchar.

## Popolazione
La provincia conta 270.061 abitanti, di cui 135.436 di genere maschile e 134.626 di genere femminile, con un tasso di crescita dal 1998 al 2008 dell'1,9%.

## Geografia antropica

### Suddivisioni amministrative
Nella tabella sono riportati i comuni della provincia, suddivisi per distretto di appartenenza.
| Distretto  | Comune                                            |
| ---------- | ------------------------------------------------- |
| Béchar     | Béchar                                            |
| Beni Ounif | Beni Ounif                                        |
| Lahmar     | Boukaïs · Lahmar · Mougheul                       |
| Kénadsa    | Kénadsa · Meridja                                 |
| Taghit     | Taghit                                            |
| Abadla     | Abadla · Erg Ferradj · Mechraa Houari Boumedienne |